# Lawe
La Lawe [lav]  est une rivière française de la région Hauts-de-France, un affluent de la Lys et un sous-affluent donc de l'Escaut.

## Géographie
La Lawe prend sa source à Rocourt-en-l'Eau, hameau de Magnicourt-en-Comte (Pas-de-Calais), passant par La Comté, Beugin, Houdain, Bruay-la-Buissière, Fouquereuil, Béthune, Essars, Locon, La Couture, Vieille-Chapelle, Lestrem, elle se jette dans la Lys, sur sa rive droite, au niveau de La Gorgue après un parcours de 41,1 kilomètres.

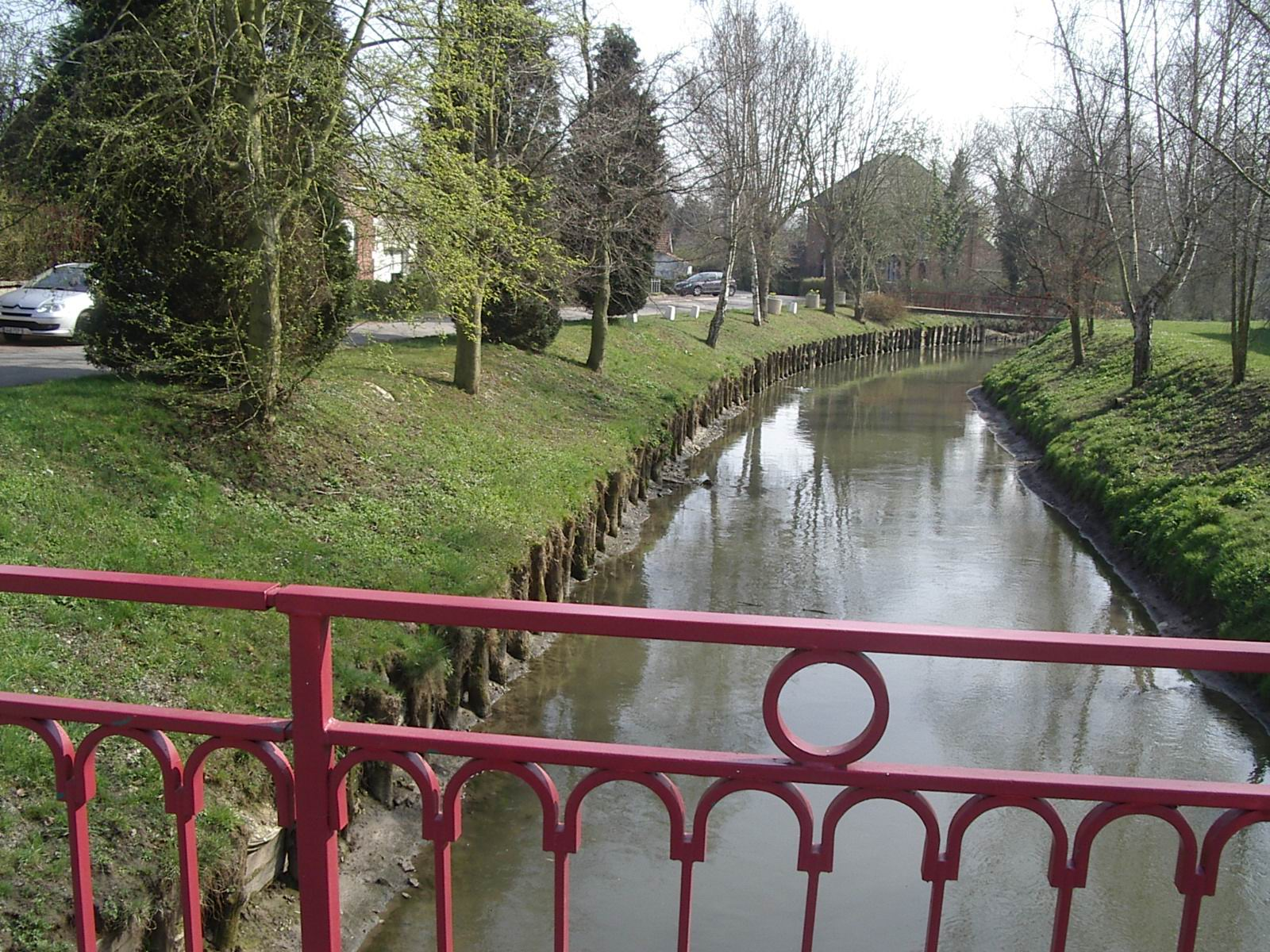
La Lawe à Vieille-Chapelle.

Son nom pourrait provenir de la racine hydronymique prélatine Ava. La Lawe s'est en effet appelée L'Awe et même l'Awiette.

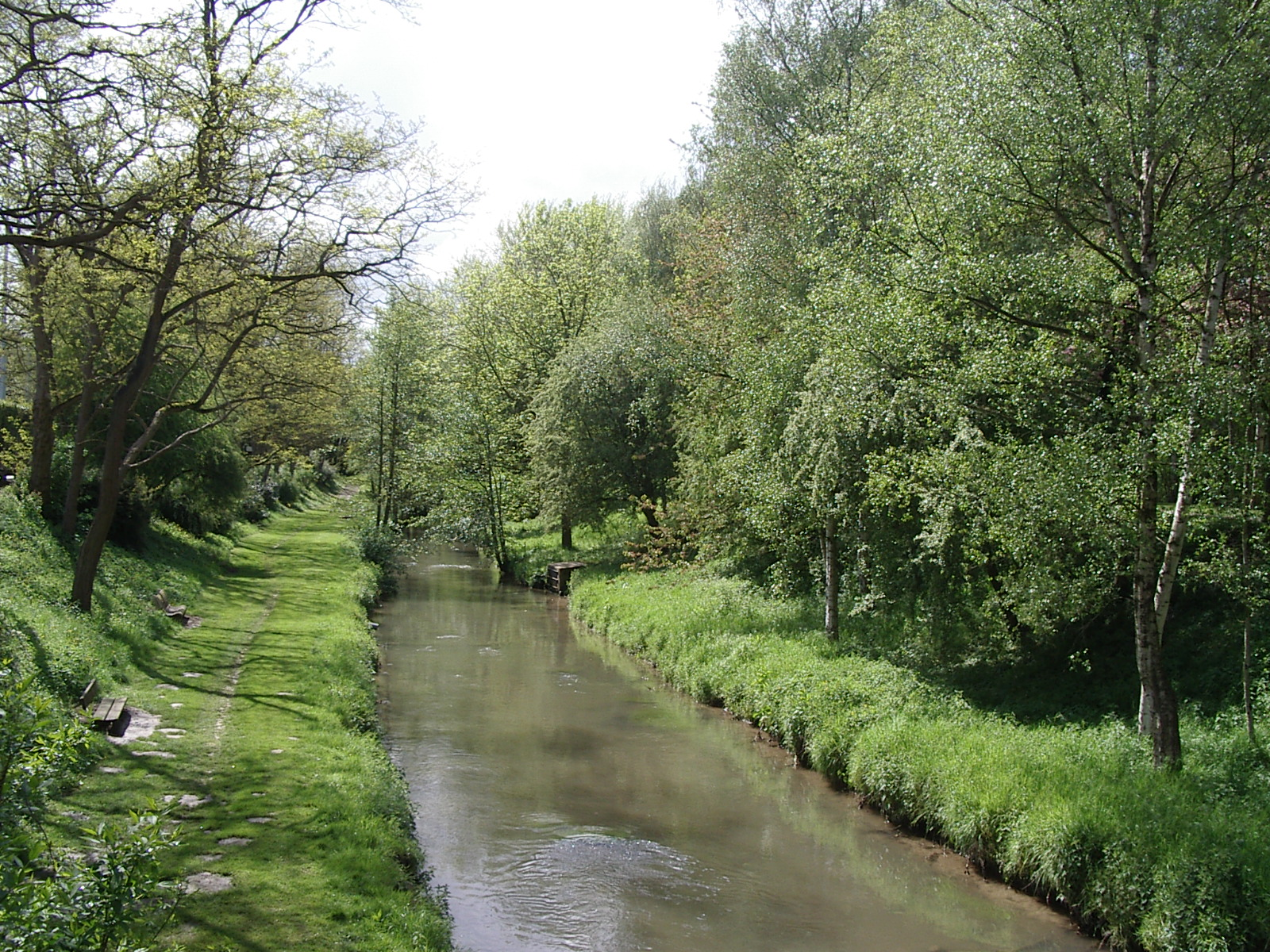
La Lawe à Bruay-la-Buissière.

La Lawe fut classée navigable jusqu'après la Seconde Guerre mondiale, mais elle est toujours restée à un stade archaïque de canalisation avec deux écluses, deux pertuis et une paléo-écluse, cette dernière se trouvant tout près de son confluent avec la Lys, à La Gorgue, et parfaitement visible. La présence de cet ouvrage archaïque très bien conservé fait de la Lawe une rivière particulièrement intéressante pour les archéologues nauticiens.

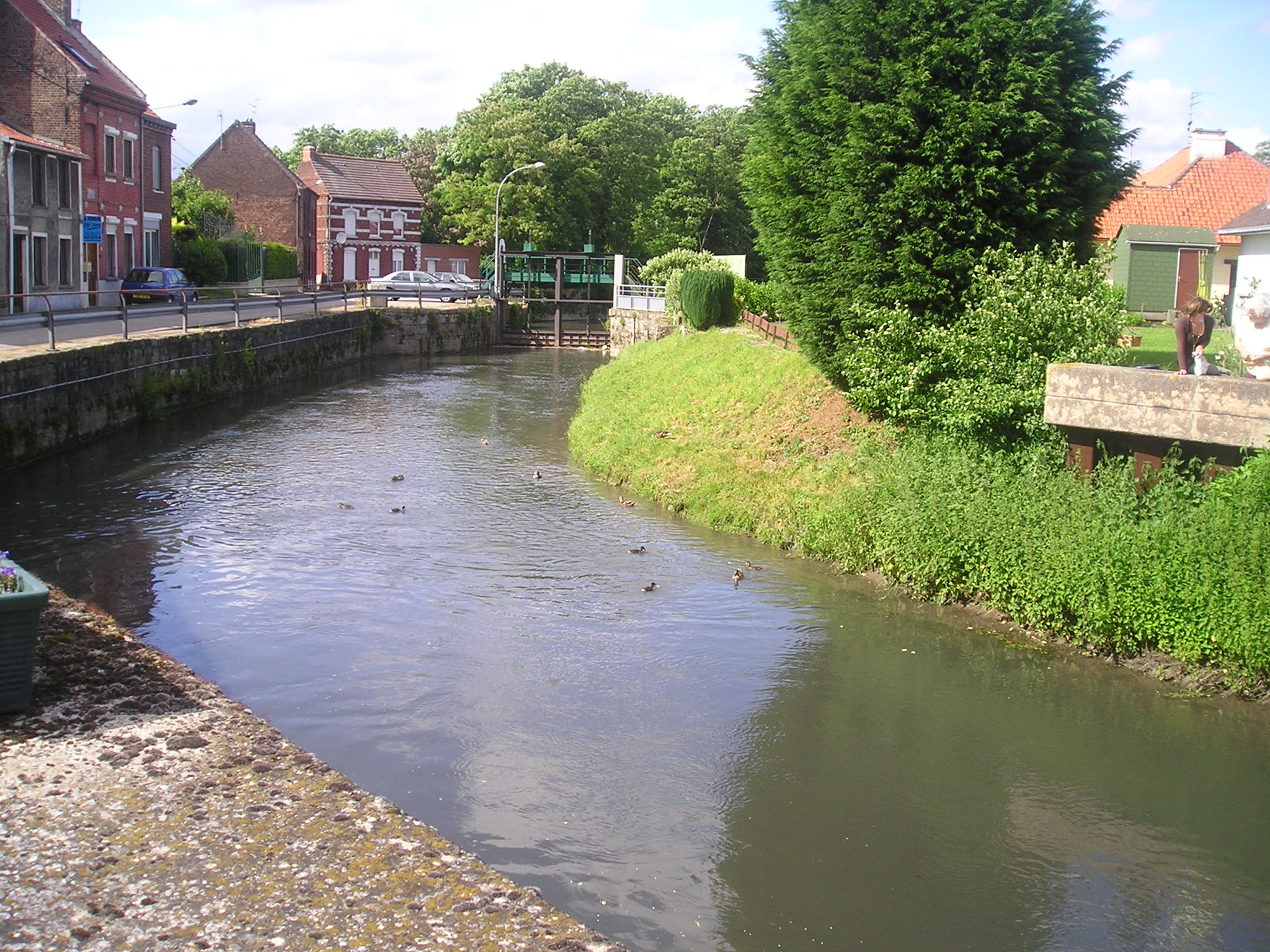
La Lawe à La Gorgue, l'écluse, les canards.

## Vrais et faux affluents
La Lawe possède plusieurs vrais affluents : la Brette, la Bajuelle, la Biette, le Turbeauté, le Courant de la Goutte, le Fossé des Barizeaux et la Loisne.
En outre, la Blanche est une dérivation de la Lawe, qui commence au moulin de Gosnay et rejoint le flux principal au moulin d'Annezin. Ce cours d'eau creusé de main d'homme en grande partie servait à l'alimentation en eau des fortifications de Béthune, jusqu'à la fin du XIXe siècle.

Après la destruction des fortifications de Béthune, elle faisait encore une incursion dans cette ville, en décrivant une large boucle et en ramassant au passage durant des années les déchets des abattoirs de Béthune. Après la fermeture des abattoirs, les terrains qu'elle traversait en aval de la ville ont été aménagés. Le cours de la rivière a été détourné pour rejoindre plus rapidement la Brette.
Le Turbeauté est un cours d'eau qui se forme dans le marais des communes d'Annezin et de Fouquereuil. Il est alimenté en eau par les puits artésiens du marais. Le Turbeauté rejoint la Lawe après un parcours d'environ 2 km. Au XVIIIe siècle, il avait un cours plus long et plus libre. Il assurait la protection du château des seigneurs d'Annezin et ne rejoignait la Lawe qu'après plusieurs kilomètres, vers le village de Locon. Mais au XIXe siècle, le propriétaire du château, M. Bartier, détourna le cours d'eau dans le lit qu'il occupe aujourd'hui.

### Inondations
En 2016, la rivière est sortie de son lit deux fois de suite, donnant lieu à des inondations dans tout le Bruaysis. Ces problèmes d'inondations sont dus au déplacement du cours d'eau par les Houillères en 1920 pour des problèmes de salubrité et parce que l’extraction du charbon a engendré des affaissement de terrain à Bruay-La-Buissière qui était devenu une cuvette propice aux inondations. D'autres inondations avaient déjà eu lieu en 1993, 1994 et 1995.